# Zapotes de Rodríguez
Zapotes de Rodríguez är en ort i Mexiko.   Den ligger i kommunen Canelas och delstaten Durango, i den centrala delen av landet, 1 000 km nordväst om huvudstaden Mexico City. Zapotes de Rodríguez ligger 1 243 meter över havet och antalet invånare är 133.
Terrängen runt Zapotes de Rodríguez är kuperad åt sydväst, men åt nordost är den bergig. Runt Zapotes de Rodríguez är det mycket glesbefolkat, med 4 invånare per kvadratkilometer. Närmaste större samhälle är Canelas, 4,2 km söder om Zapotes de Rodríguez. I omgivningarna runt Zapotes de Rodríguez växer huvudsakligen savannskog.